# 海事處總部大樓
海事處總部大樓（英語：Marine Department Headquarters Building），又稱船政廳大樓（英語：Harbour Office Building），是香港一幢已拆卸的一級歷史建築，原址位於干諾道102號（上環干諾道中及林士街交界）。大樓建於1906年，作為海事處總部，並在1983年因興建香港地鐵港島綫上環站而拆卸。1987年，該地原址重建為維德廣場，即現在的無限極廣場。

## 歷史
香港開埠之初，船政廳的辦公室首先設於一艘停泊於維多利亞港的輪船。其後辦公室搬至中環一座臨時建築，再於1845年在德輔道中建磚屋作辦公用途。到19世紀中期，時任船政司為威廉·畢打，而他的辦公室及住所均座落於畢打山。1887年，船政廳總部始設於中環永樂街，直至19世紀末。
港英政府於1900年批准時任船政司羅拔·美利·林士（Robert Murray Rumsey）興建新總部的要求，並選址毗鄰海旁的上環新填地，並於同年動工。新大樓工程1906年後完成，船政廳亦隨之遷入。大樓採用改良式新文藝復興建築風格，落成時位處當時的海旁，並在面向街角一邊設置一個五层高的塔楼，上有瞭望塔，以便監察海港動態。
1981年，為配合香港地鐵港島綫上環站的工程，大樓連同毗鄰的星戲院（舊稱新世界戲院）拆卸，其後兩者原址合併重建為無限極廣場（舊稱維德廣場），拆卸前屬一級歷史建築，而由於政府拆卸此歷史建築的決定早於1982年推行的地方行政計劃，因此並沒有先諮詢區議會。海事處總部其後搬遷至海港政府大樓。

## 有關街道命名
大樓位處的其中一條街道 ──「林士街」於較早一年的1905年通車，其名稱跟此總部落成亦有關係，因為是以當時的船政司羅拔·梅利·林士命名。

## 拆卸前鄰近建築
- 南豐大廈
- 星戲院
- 永安中心
- 海港商業大廈
- 林士街多層停車場

## 外部連結
- Gwulo：Photos of Harbour Office (4th Generation) / Marine Department Building (1906-1983) （页面存档备份，存于）